# Meteorologiåret 1949

## Händelser

### Januari
- 5 januari – 4 727 personer, varav 3 897 barn, dör av kyla och svält i Shanghai, Kina [1]..

### April
- 13 april – En snöstorm vid Twin Cities i Minnesota, USA lämnar över 9 inch snö efter sig [2].

### Maj
- Maj – 89 millimeter nederbörd faller över Gäddede, Sverige vilket innebär nytt lokalt rekord i månadsnederbörd [3].

### Juni
- Juni - 495 millimeter månadsnederbörd uppmäts i Hustadvatn, Norge [4].

### Juli
- 7 juli – Med temperaturen + 30,6 °C i Saint John's noteras nytt värmerekord för Newfoundland, Kanada [5].

### Augusti
- 7 augusti – Med temperaturen + 40,6 °C i Winnipeg i Manitoba, Kanada noteras nytt lokalt värmerekord [5].
- 17 augusti – 4 centimeter snö uppmäts i Brännvallen, Sverige på 700 meters höjd över havet, vilket innebär svenskt rekord för tidigaste snöfall undantaget de rena fjällområdena [6].
- 31 augusti – Det tidigaste snöfallet någonsin i Minnesota, USA inträffar vid Duluths flygplats [5].

### September
- September - Vestlandet i Norge upplever sin varmaste septembermånad någonsin [7].

### Oktober
- 7 oktober - I Nattavaara, Sverige sjunker temperaturen under -20°, vilket blir svenskt rekord för tidigaste datum för temperatur under -25° [8].
- 10 oktober – Orkanvindar härjar i Minnesota, USA. 4 personer dödas, och 81 skadas [9].
- 17 oktober - I Sverige uppmäts temperaturer med + 20°C eller högre i Borås, Skara och Jönköping, vilket blir svenskt rekord för senaste datum med temperatur över + 20°C [8].

### December
- December - Den kinesiska väderlekstjänsten bildas [10].

### Okänt datum
- Professor Ragnar Fjørtoft är med och skapar världens första numeriska väderprognos i Princeton, USA, Datamaskinen, en av världens första, skapar en 24-timmarsprognos inom ett dygn [11].

## Födda
- 13 augusti – Hans von Storch, tysk meteorolog och klimatforskare.
- Okänt datum – Lam Chiu Ying, hongkongsk meteorolog

## Avlidna
- 10 november – William Jackson Humphreys, amerikansk fysiker, atmosfärforskare och meteorolog.

### Fotnoter
1. ↑  Faktakalendern 1996, Semic, 1995
2. ↑  ”Arkiverade kopian”. Arkiverad från originalet den 16 juli 2010. https://web.archive.org/web/20100716104244/http://www.climate.umn.edu/pdf/day_in_weather_history/april_wx_history.pdf. Läst 16 februari 2011.
3. ↑  SMHI
4. ↑  MET
5. 1 2 3  ”Dan, Dan the Weatherman's Canadian Weather Trivia Page”. Arkiverad från originalet den 9 september 2013. https://web.archive.org/web/20130909001246/http://www.dandantheweatherman.com/cantriv.html. Läst 7 mars 2011.
6. ↑  SMHI
7. ↑  MET
8. 1 2  SMHI
9. ↑  ”Arkiverade kopian”. Arkiverad från originalet den 26 juli 2010. https://web.archive.org/web/20100726102332/http://www.climate.umn.edu/pdf/day_in_weather_history/october_wx_history.pdf. Läst 16 februari 2011.
10. ↑  CMA.gov history Arkiverad 16 maj 2008 hämtat från the Wayback Machine.
11. ↑  MET